# 드래곤 슬레이어 (비디오 게임)
《드래곤 슬레이어》는 니혼 팔콤이 제작한 1984년 액션 롤플레잉 게임이다. 일본 컴퓨터 모델 PC-8801, PC-9801, 샤프 X1 및 FM-7로 개발됐다. 게임 디자이너는 키야 요시오로, 이후 니혼 팔콤이 제작하는 《드래곤 슬레이어》 시리즈의 출발을 끊은 작품이다.
《드래곤 슬레이어》에서 플레이어는 캐릭터를 조종해 실시간으로 움직이는 적들을 물리치거나 물품을 수집해 능력치를 강화하며, 최종적으로 제목의 용을 쓰러뜨리는 것이 목표이다.
비디오 게임 역사상 초창기의 액션 롤플레잉 게임인 《드래곤 슬레이어》는 발매 당시 일본 시장에 큰 반향을 일으켜, 이후 《이스》같이 니혼 팔콤의 성공 작품을 만드는 기틀을 닦고 《젤다의 전설》같은 일본 롤플레잉 게임들에 큰 영향을 준 작품으로 평가받는다.

## 출시
《드래곤 슬레이어》는 1984년 PC-8801 컴퓨터용으로 처음 출시됐으며, 같은 해에 이어서 PC-9801, 샤프 X1 및 FM-7판이 발매됐다. 1985년에는 스퀘어가 배급을 맡은 MSX판이 발매됐으며, 1986년에는 에폭 사가 배급한 슈퍼 카세트 비전판이 출시됐다. 1990년에는 에폭 사가 《드래곤 슬레이어 I》라는 제목으로 게임보이판을 출시했다.
1997년에는 니혼 팔콤이 세가 새턴으로 출시한 《세가 클래식스》에 《재너두》, 《이스 I: 에인션트 이스 배니시드》와 함께 수록됐다. 이 판은 그래픽을 강화한 특징이 있다.

## 참조

### 내용주
1. ↑  영어: Dragon Slayer, 일본어: ドラゴンスレイヤー